# Tetramorium surrogatum
Tetramorium surrogatum är en myrart som beskrevs av Bolton 1985. Tetramorium surrogatum ingår i släktet Tetramorium och familjen myror. Inga underarter finns listade i Catalogue of Life.